# Paracymus communis
Paracymus communis är en skalbaggsart som beskrevs av Wooldridge 1966. Paracymus communis ingår i släktet Paracymus och familjen palpbaggar. Inga underarter finns listade i Catalogue of Life.